# 尼爾·西蒙劇院

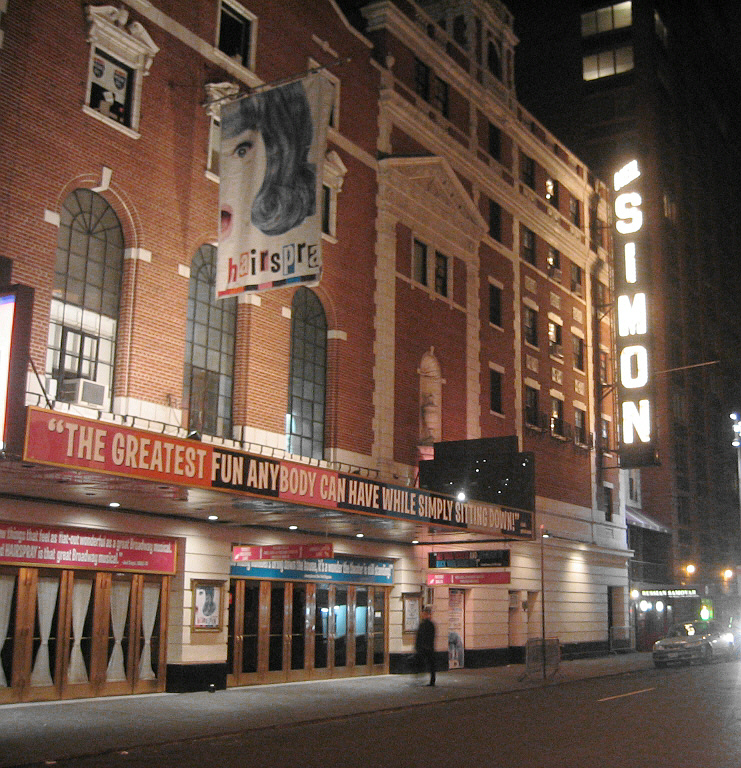
尼爾·西蒙劇院

尼爾·西蒙劇院（Neil Simon Theatre），舊稱埃爾維劇院，是美國紐約百老匯的一家劇院。劇院建築的設計者是Herbert J. Krapp。該劇院演出時間最長的音樂劇是髮膠明星夢。劇院開業於1927年11月22日，上演的首部音樂劇是甜妞兒。

## 外部連結
- Official site （页面存档备份，存于）
- 尼爾·西蒙劇院，互联网百老汇资料库
- New York Theatre Guide: Neil Simon Theatre （页面存档备份，存于）

40°45′46.5″N 73°59′3″W / 40.762917°N 73.98417°W